# Богомолов, Иван Григорьевич
Иван Григорьевич Богомолов (1907, Лукояновский район — 15 октября 1943, Вышгородский район) — старший сержант Рабоче-крестьянской Красной Армии, участник Великой Отечественной войны, Герой Советского Союза (1943).

## Биография
Иван Богомолов родился в 1907 году в деревне Скородумовка (ныне — Лукояновский район Нижегородской области) в крестьянской семье. Получил начальное образование. Остался сиротой в возрасте 16 лет, воспитывал младших сестру и брата. В 1929 году одним из первых в своей деревне вступил в колхоз, где до начала войны был бессменным членом правления, работал конюхом. В начале Великой Отечественной войны был призван на службу в Рабоче-крестьянскую Красную Армию и направлен на фронт. Был тяжело ранен во время Смоленского сражения 1941 года. После выписки из госпиталя Богомолов был направлен на трёхмесячные курсы в Москве. С августа 1942 года вновь на фронте. Участвовал в боях на Брянском и Юго-Западном фронтах, особо отличился во время битвы за Днепр. К октябрю 1943 года старший сержант Иван Богомолов был помощником командира взвода 931-го стрелкового полка 240-й стрелковой дивизии 38-й армии Воронежского фронта.
В ночь со 2 на 3 октября 1943 года, несмотря на массированный вражеский огонь, Богомолов форсировал Днепр и закрепился на его западном берегу. 6 октября во время наступления своего подразделения на село Лютеж Вышгородского района Киевской области Украинской ССР Богомолов лично уничтожил много немецких солдат и офицеров. Попав в окружение, он гранатой уничтожил двух вражеских солдат, а остальных обратил в бегство. Выполнял ответственные задания во время боёв на западном берегу Днепра и на подступах в Киеву. 15 октября 1943 года Богомолов погиб в бою. Похоронен в селе Лютеж.
Указом Президиума Верховного Совета СССР от 13 ноября 1943 года за «мужество и героизм, проявленные в боях с немецко-фашистскими захватчиками» гвардии капитан Иван Богомолов посмертно был удостоен высокого звания Героя Советского Союза. Также был посмертно награждён орденом Ленина. В честь Богомолова названа школа в его родной деревне.